# History-Award
Der History-Award ist ein Geschichts-Wettbewerb für Schüler aller Altersstufen und Schularten aus Deutschland, Österreich und der Schweiz, der seit 2005 besteht. Bei den Wettbewerbsbeiträgen handelt es sich um Videos; Veranstalter ist der Bezahlfernsehsender History Deutschland.

## Hintergrund
Bis 2013 wurde der Preis jährlich vergeben; seitdem findet der Wettbewerb zweijährig statt. Er steht jeweils unter einem anderen Motto, das gesellschaftliche Relevanz besitzen soll. Bisherige Themen waren zum Beispiel „Jüdisches Leben in Deutschland – gestern und heute“, „Mensch und Umwelt – eine Beziehung mit Geschichte“, „Über die Grenzen“ oder „Gleichberechtigung – wie gleich ist gleich?“.
Jeder History-Award hat einen prominenten Schirmherren, der einen Bezug zum Motto besitzt. Bisherige Schirmherren waren unter anderem Hans-Dietrich Genscher, Marcus H. Rosenmüller, Wladimir Kaminer, Charlotte Knobloch, Cosma Shiva und Eva-Maria Hagen oder Auma Obama.
Der Preis wird vom Verband der Geschichtslehrer Deutschlands (VGD) empfohlen; in einer Rede anlässlich der Jahrestagung 2012 mit dem Thema „Archäologie, Schule und Museum im Spannungsfeld kultureller Bildung“ der Deutschen Gesellschaft für Ur- und Frühgeschichte zum Beispiel regt Peter Lautzas vom VDG neben anderen eine Kooperation mit dem History-Award an.
Aufgrund der Covid-19-Pandemie entschied sich The HISTORY Channel dazu, den zweijährigen Turnus des HISTORY-AWARD zu unterbrechen und die Ausgabe im Jahr 2021 nicht stattfinden zu lassen.

## Themen & Gewinner
| Jahr | Motto                                                                  | Gewinnervideo                                                                   | Gewinner                                                               |
| ---- | ---------------------------------------------------------------------- | ------------------------------------------------------------------------------- | ---------------------------------------------------------------------- |
| 2023 | „Wasser ist Leben“                                                     | „Das Geheimnis des Lebens“                                                      | Humboldt-Gymnasium Trier                                               |
| 2021 | wegen Covid-19-Pandemie ausgesetzt                                     | wegen Covid-19-Pandemie ausgesetzt                                              | wegen Covid-19-Pandemie ausgesetzt                                     |
| 2019 | "Ein kleiner Schritt für Dich, ein riesiger Sprung für die Menschheit" | "Rosa Parks – Stiller Protest im Bus"                                           | Lukas Hein, Maria-Sophia Neef, Leo Beyer                               |
| 2017 | "Wie gleich ist gleich?"                                               | "Suffragetten? Suffragetten! – Aufbruch in eine neue Zeit"                      | Robert-Jungk-Gesamtschule, Krefeld (Schüler der Jahrgangsstufen 11–13) |
| 2015 | "Regional, Global, Digital – Wo ist deine Heimat?"                     | "Do Swídanja Heimat – Die Geschichte der Wolgadeutschen"                        | Robert-Jungk-Gesamtschule, Krefeld                                     |
| 2013 | "Fundstücke mit Geschichte"                                            | "Der Tacker"                                                                    | Stephanusschule, Krefeld                                               |
| 2012 | "Mensch und Umwelt. Eine Beziehung mit Geschichte"                     | "Das Referat"                                                                   | Trave-Gemeinschaftsschule, Lübeck                                      |
| 2011 | "Über die Grenzen"                                                     | „Friedrich II. – Stupor Mundi – Das Staunen der Welt“                           | Stephanusschule, Krefeld                                               |
| 2010 | "Oma, Opa – Wie war das damals eigentlich?"                            | „Memory – Sandmännchens Erben“                                                  | Humboldt-Gymnasium, Eichwalde                                          |
| 2009 | "Der 9. November 1989. Wie der Mauerfall unsere Geschichte veränderte" | „Die doppelte Mauer“                                                            | Humboldt-Gymnasium, Eichenwalde                                        |
| 2008 | "1968-2008 – Jugend zwischen Politik und Lebensgefühl"                 | „Münster – eine Provinzhauptstadt in den 68ern“                                 | Pascal-Gymnasium, Münster                                              |
| 2007 | "Jüdisches Leben in Deutschland – Gestern und Heute"                   | „W. Michael Blumenthal. Eine Lebensgeschichte zwischen Exil und Wiederkehr“     | Regine-Hildebrandt Schule, Birkenwerder                                |
| 2006 | "Persönlichkeiten – Städte – Geschichte"                               | „Navajos und Edelweißpiraten – Unangepasstes Jugendverhalten in Köln 1933-1945“ | Köln                                                                   |
| 2005 | "Die History-Stadt der Wiedervereinigung"                              |                                                                                 | Chemnitz                                                               |